# Avigdor Moskowitz
Avigdor Moskowitz (in ebraico אביגדור מוסקוביץ‎?; Givat Brenner, 4 febbraio 1953) è un ex cestista israeliano.

## Carriera
Con Israele ha partecipato a quattro edizioni dei Campionati europei (1975, 1977, 1979, 1981).